# Episodi di Four Star Playhouse (prima stagione)
La prima stagione della serie televisiva Four Star Playhouse è andata in onda negli Stati Uniti dal 25 settembre 1952 al 18 giugno 1953 sulla CBS.
| nº | Titolo originale                  | Prima TV USA      |
| -- | --------------------------------- | ----------------- |
| 1  | My Wife Geraldine                 | 25 settembre 1952 |
| 2  | Dante's Inferno                   | 9 ottobre 1952    |
| 3  | The Lost Silk Hat                 | 23 ottobre 1952   |
| 4  | Backstage                         | 6 novembre 1952   |
| 5  | Welcome Home                      | 20 novembre 1952  |
| 6  | The Island                        | 4 dicembre 1952   |
| 7  | The Officer and the Lady          | 18 dicembre 1952  |
| 8  | Knockout                          | 1º gennaio 1953   |
| 9  | Man on a Train                    | 15 gennaio 1953   |
| 10 | Trail's End                       | 29 gennaio 1953   |
| 11 | Sound Off, My Love                | 12 febbraio 1953  |
| 12 | The Man in the Box                | 26 febbraio 1953  |
| 13 | No Identity                       | 12 marzo 1953     |
| 14 | The Man Who Walked Out on Himself | 26 marzo 1953     |
| 15 | The Last Voyage                   | 23 aprile 1953    |
| 16 | Night Ride                        | 7 maggio 1953     |
| 17 | Ladies on His Mind                | 21 maggio 1953    |
| 18 | Mr. Bingham                       | 4 giugno 1953     |
| 19 | Shadowed                          | 18 giugno 1953    |

## My Wife Geraldine
- Diretto da:
- Scritto da:

### Trama
- Interpreti: Charles Boyer (Mr. Graham), Porter Hall (J. R. Martin), Una Merkel (Rose Barton), Noreen Nash (Salesgirl), Jim Hayward (Mr. Blake), Don Dillaway (Mr. Peters), Barbara Woodell (vicino), William Boyett (Interno)

## Dante's Inferno
- Diretto da:
- Scritto da:

### Trama
- Interpreti: Dick Powell (Willie Dante), Virginia Grey (Beth Caspery / Nancy Shaw), Regis Toomey (tenente Manny Waldo), Marvin Miller (Max Bruno), Paul Richards (Tony), Ray Walker (sergente Phillips), Herb Vigran (Monty Leeds), William F. Leicester (Steve Caspery), Brooks Benedict (cliente Club), Mel Ford (Jimmy, il portiere), Elaine Williams (Brunette)

## The Lost Silk Hat
- Diretto da:
- Scritto da:

### Trama
- Interpreti: Leo Britt (constable), Ronald Colman (Caller), Jay Novello (impiegato), Tudor Owen (lavoratore), Richard Whorf (poeta)

## Backstage
- Diretto da:
- Scritto da:

### Trama
- Interpreti: Florence Bates (Ottilie), Charles Boyer (Paul), Hillary Brooke (Miriam), Cecil Cunningham (Woman), Hugh French (Evan), Percy Helton (Pan Handler), Marcia Henderson (Amy), Louis Jean Heydt (tenente Albert), Rhys Williams (direttore artistico), Will Wright (Willie)

## Welcome Home
- Diretto da:
- Scritto da:

### Trama
- Interpreti: Claire Carleton (Alice Hutchinson), Russ Conway (detective), Herbert Ellis (Hank - Man in Bar), Herbert Heyes (Mr. White), David Holt (Chuck Stern), Howard McNear (Mr. Stern), Dick Powell (Eddie White), Maudie Prickett (Mrs. White)

## The Island
- Diretto da:
- Scritto da:

### Trama
- Interpreti: Robert Cabal, Dianne Foster (Laura, George's wife), George Macready (George, proprietario di Isola), David Niven (dottor E.L. Lubec), Walter Sande (Johnny)

## The Officer and the Lady
- Diretto da:
- Scritto da:

### Trama
- Interpreti: Charles Boyer (the Paris Pickpocket), Allen Jenkins, Andrea King, Alphonse Martell, Louis Mercier, Lonnie Thomas

## Knockout
- Diretto da:
- Scritto da:

### Trama
- Interpreti: Broderick Crawford (Mike Dundee), Ron Hargrave (Bobby Greggory), Buddy Wright (Fred Stevens), Ted de Corsia (Jack Bulloti), Lucille Barkley (Nancy Shaw), John Indrisano (Julio), Frankie Grandetta (Doc), Leonard Nimoy (scagnozzo di Bulloti)

## Man on a Train
- Diretto da:
- Scritto da:

### Trama
- Interpreti: Alex Frazer, Lowell Gilmore, Walter Kingsford, Alan Napier, David Niven (William Langford), Gordon Richards, Reginald Sheffield, David Thursby, Jean Willes, Rhys Williams

## Trail's End
- Diretto da:
- Scritto da:

### Trama
- Interpreti: Lee Van Cleef (Bob Wheeler aka Sonora Kid), Jean Howell (Mrs. Elizabeth Preston Wheeler), Richard Hale (Pop), Dick Powell (US Marshal Philip Dana)

## Sound Off, My Love
- Diretto da:
- Scritto da:

### Trama
- Interpreti: Merle Oberon (Martha Andrews), Gordon Oliver (Bill Andrews), Barbara Billingsley (Betty Robinson), James Seay (	negoziante), Lawrence Dobkin (dottore), Ottola Nesmith (Mrs. Mull - governante), Alix Talton (Maria)

## The Man in the Box
- Diretto da:
- Scritto da:

### Trama
- Interpreti: Harry Bartell, Charles Boyer, James Craven, Dorothy Green, Herbert Heyes, Todd Karns, Christine Larsen, Patricia Morison, Isabel Randolph

## No Identity
- Diretto da:
- Scritto da:

### Trama
- Interpreti: Myra Marsh, David Niven, Frances Rafferty, Tommy Rettig

## The Man Who Walked Out on Himself
- Diretto da:
- Scritto da:

### Trama
- Interpreti: Ronald Colman (John Cameron), Francis Pierlot (Edward)

## The Last Voyage
- Diretto da:
- Scritto da:

### Trama
- Interpreti: Charles Boyer (comandante), John Alvin, John Harmon, Jack Lambert, William F. Leicester, Walter Sande, Regis Toomey (tenente Manny Waldo), Ray Walker

## Night Ride
- Diretto da:
- Scritto da:

### Trama
- Interpreti: Christine Larsen, David Niven, Rhys Williams

## Ladies on His Mind
- Diretto da:
- Scritto da:

### Trama
- Interpreti: Ronald Colman (dottor Matthew Bosanquent), Elisabeth Fraser (Diana Shore), Hillary Brooke (Miriam Newsom), Alix Talton (infermiera Kimble), Benita Hume (Deborah Bosanquent), Patricia Morison (Charlotte Kirby)

## Mr. Bingham
- Diretto da:
- Scritto da:

### Trama
- Interpreti:

## Shadowed
- Diretto da:
- Scritto da:

### Trama
- Interpreti: Harry Cheshire, Frances Dee, William Forrest, Bobby Johnson, Raymond Largay, Tyler McVey, Dick Powell (Burt Stroud), Dan Riss, Charles Seel, Bill Walker